# Pieter Quast
Pieter Quast (1605 - enterrat el 29 de maig de 1647) va ser un pintor de la Pintura barroca als Països Baixos conegut especialment per la pintura de gènere de diverses temàtiques. Va viure a Amsterdam i La Haia i va pertànyer al Gremi de Sant Lluc. Les seves pintures es caracteritzen per l'ús del clarobscur i el seu l'estil caricaturesc.